# Сражение при Гужно
Сражение при Гужно (польск. Bitwa pod Górznem) – одно из сражений заключительного этапа польско-шведская войны (1600—1629), произошедшее 12 февраля 1629 года. Шведские войска фельдмаршала Германа фон Врангеля разбили польские войска Станислава Реверы Потоцкого и сняли блокаду с Бродницы.

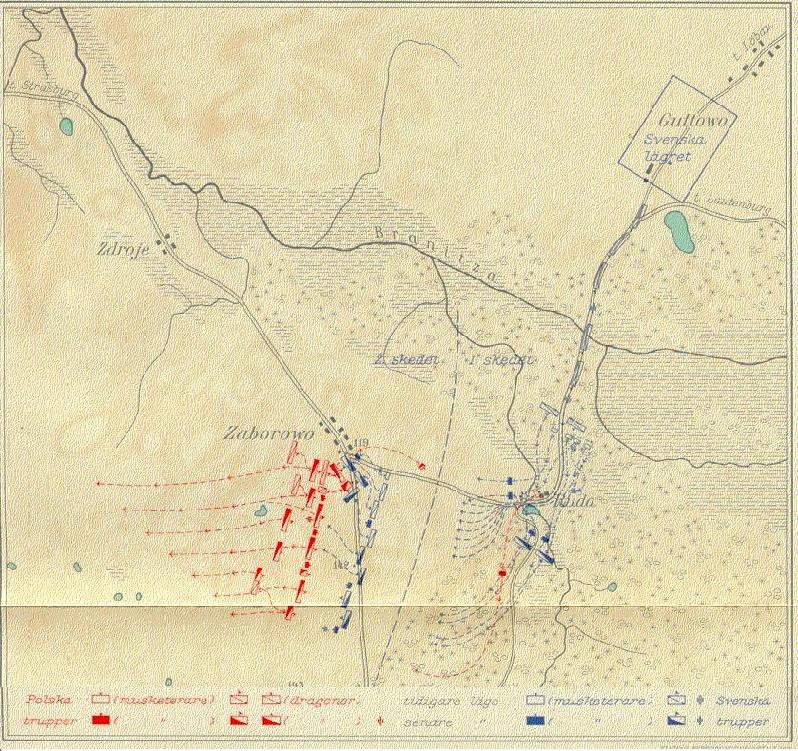
Карта сражения

Зимой 1628—1629 годов положение шведского гарнизона блокированной польскими войсками Бродницы стало тяжёлым, и он был близок к капитуляции. Командовавший шведскими войсками в Пруссии канцлер Оксеншерна решил деблокировать Бродницу и направил туда корпус численностью в 6,2 тысячи человек и 8 орудий под командованием фельдмаршала Германа фон Врангеля. Этот корпус должен был наступать через Лёбау (совр. Любава) и Лаутенбург (совр. Лидзбарк-Вельски), затем разбить блокирующие Бродницу польские войска и провести в город обоз с продовольствием в 300 подвод.
Узнав о движении шведов, Станислав Ревера Потоцкий предположил, что войска противника пойдут на Бродницу коротким путём, через Неймарк (совр. Нове-Място-Любавске), и решил оборонять переправу в районе Гужно, 20 км от Бродницы, куда успел сконцентрировать 4-5 тысяч солдат и 4 орудия. 
11 февраля Врангель выступил в направлении Гужно и к вечеру подошёл к реке Принцель (совр. Брыница), отбросив за реку три хоругви польских рейтаров. Утром 12 февраля шведы перешли через Принцель по наведённому ночью мосту. Станислав Ревера Потоцкий хотел дождаться окончания переправы, чтобы затем начать атаку. Переправившись через реку, шведы двинулись к южному притоку Принцеля у деревни Руда и сбили там заслон польской пехоты, а затем, перейдя через приток, развернулись из колонн в линейный боевой порядок.
Врангель приказал своей кавалерии атаковать левый польский фланг. У подожжённой деревни Заборово завязался ожесточенный бой с переменным успехом. В конце концов польская конница отступила, и левый фланг теперь был открыт для атаки шведской кавалерии на их центр. Когда польский центр начал продвигаться вперед, сзади ему стали угрожать шведские кавалерийские эскадроны. После неоднократных атак шведам удалось полностью охватить польский центр как с тыла, так и с фронта. Поляки пришли в беспорядок и бежали. Шведы стали преследовать бегущих поляков, понесших тяжелые потери: 700 убитых, 600 пленных и 4 орудия.
Блокада с Бродницы была снята, но победа шведов не имела стратегического значения. Шведы отступили к Фрейштадту (совр. Киселице). Вскоре обе стороны заключили перемирие до 1 июня 1629 года. 